# النقوب (السوادية)

تعديل مصدري - تعديل

النقوب هي إحدى قرى عزلة الطاهرية بمديرية السوادية التابعة لمحافظة البيضاء، بلغ تعداد سكانها 221 نسمة حسب تعداد اليمن لعام 2004.